# سلطنة ورسنجلي

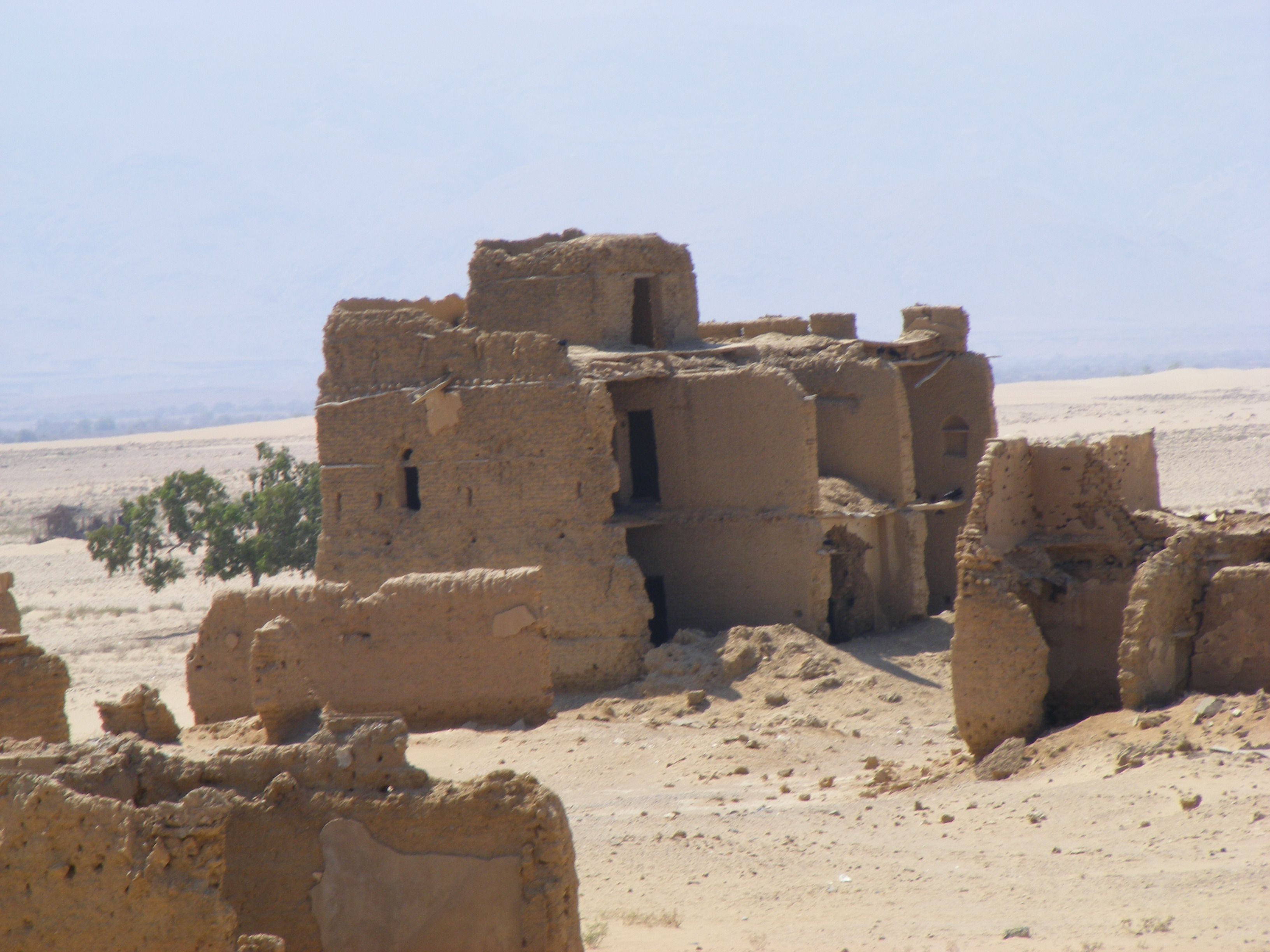
بعض أثار السلطنة

سلطنة ورسنجلي، هي سلطنة حكمت الصومال، وبالضبط، شمال الصومال بين سنة 1218 و1886، تاريخ قدوم البريطانيين. وعند قدوم البريطانيين أبقوا على السلطان يحكم، ولكن تحت اِمرتهم، وآخر سلاطين هاته السلطنة هو محمد علي شيري.

## عشائر ورسنقلي المعروفين
عشائر وارسنغالي الفرعية: أشهر فرعين لقبيلة ورسنقلي: حسن قراد وعثمان قراد وهما ابناء قراد إبراهيم
1. حسن قراد (قراد حمر جلي): وهي ثلاث عشائر فرعية: اوقاس عبد الرحمن قرااد حسن (أوقيسلبي/ أوقاسلبي) قراد إبراهيم قراد حسن (عمر) وسلطان يوسف قراد حسن (دبيس). قال بعض المؤرخين إن قراد إبراهيم وأقاس عبد الرحمن (أوقاسلبي) من أم واحدة وكانا يسميان (به عمر) والتي تسمى الآن عمر.
2. عثمان قراد (عثمان إبراهيم حمر قلي): وهم خمسة عشائر فرعية:

- عورملي
- عولماربي
- ريجهي
- قابيود
- إيد موغ.

تتمتع سلطنة وارسنغالي بتاريخ طويل من الحضارة، وتتميز بسكان محددين ومنطقة محددة وبنية سياسية منظمة. يسكن ورسانجلي منطقة كبيرة تمتد إلى الغرب من إيريجافو من بوساسو (منطقة باري)، على امتداد شاطئ لاسو سوراد ("رأس سورد")، يحدها من الشمال خليج عدن إلى هضاب سول هاد (كتلة أرض بحجم منطقتي سول وأودال مجتمعتين).

## سلطنة عمان
هناك بعض العشائر من عشيرة ورسنقلي هاجروا الى اليمن وعمان, خصوصا بيت الورسنقلي في عمان, ويعتبر عشيرة معروفة في سلطنة عمان وابناء اعمام عشيرة الورسنقلي في الصومال